# Operational Intelligence Centre
Operational Intelligence Centre - (OIC) - Ośrodek Wywiadu Operacyjnego. Struktura wywiadowcza admiralicji brytyjskiej, powołana w celu gromadzenia, systematyzacji, analizy i rozpowszechniania pochodzących z wszelkiego rodzaju źródeł informacji o planach i posunięciach niemieckich sił morskich, marynarki wojennej, lotnictwa i żeglugi handlowej. Ośrodek Wywiadu Operacyjnego był głównym koordynatorem materiałów Ultry i innych rodzajów danych wywiadowczych wykorzystywanych podczas Bitwy o Atlantyk.
W czerwcu 1937 roku Dyrektor Wywiadu Marynarki Wojennej, kontradmirał J.A.G. Troup, polecił skarbnikowi komandorowi porucznikowi, Normanowi Denningowi, zorganizowanie ośrodka wywiadowczego wzorowanego na działającym pod koniec I wojny światowej Pokoju nr 40. W ten sposób powstało Centrum Wywiadu Operacyjnego, którego personel początkowo tworzyli dwaj ludzie - Norman Denning i przydzielony mu pomocnik biurowy. Z biegiem czasu stało się ono głównym ośrodkiem systematyzacji wszystkiego rodzaju danych mających związek z wojną morską oraz ich analizy i oceny. W 1938 roku OIC upoważniony został do przekazywania rezultatów swych prac bezpośrednio marynarce wojennej, co było zasadniczą różnicą proceduralną w porównaniu z Pokojem nr 40.
Pisarz brytyjski, Patrick Beesly, jedna z czołowych postaci OIC, w książce wydanej w 1977 roku pt - Very Special Intelligence, napisał:

Każda operacja sił morskich, niezależnie od tego, czy była równą skali operacji Neptun, czy polegała jedynie na lądowaniu agenta, zrzucie komandosów w Norwegii, czy ataku na niemiecki konwój w pobliżu Belgii bądź Holandii, była poprzedzona szczegółowymi konsultacjami pomiędzy planującymi akcję a personelem Ośrodka Wywiadu Operacyjnego.